# Zdeněk Třos
Zdeněk Třos (* 15. prosince 1981 Valašské Meziříčí) je český podnikatel.

## Život
Vystudoval Hotelovou školu Frenštát pod Radhoštěm, kterou zakončil maturitou. V průběhu studia absolvoval různé gastronomické kurzy, po střední škole studoval angličtinu na jazykové škole Lion ve Frenštátě pod Radhoštěm. Následně na tři měsíce odcestoval do Spojeného království na vzdělávací pobyt, pracoval tam však i jako číšník.
V roce 2004 začal podnikat jako obchodní partner pro společnost Eurotel, později O2 Czech Republic. Do roku 2014 vedl početný tým, který se staral o firemní zákazníky s rámcovými smlouvami. Od roku 2014 je majitelem i jednatelem společnosti Mexia, která koupila automaty na čerstvou pomerančovou šťávu a provozuje je. Ve spolupráci s grafikem a programátory také vyvíjí hru pro virtuální realitu.
V roce 2019 založil a od té doby provozuje ekologický veganský gastronomický koncept v Brně (rostlinné bistro Mooi), který má od roku 2020 franšízovou pobočku v Praze. Od roku 2019 je také členem dozorčí rady městské společnosti KOMERČNÍ DOMY ROŽNOV.
Zdeněk Třos žije ve městě Rožnov pod Radhoštěm v okrese Vsetín. Má rád florbal, kiteboarding, lyže, snowboard, kolo, běžky, procházky přírodou, turistiku a filmy.

## Politické působení
Od roku 2017 je členem Pirátů. V komunálních volbách v roce 2018 kandidoval za Piráty do Zastupitelstva města Rožnov pod Radhoštěm, ale neuspěl (stal se prvním náhradníkem). V krajských volbách v roce 2020 kandidoval do Zastupitelstva Zlínského kraje, ale opět neuspěl.
Ve volbách do Poslanecké sněmovny PČR v roce 2021 kandidoval jako člen Pirátů na 3. místě kandidátky koalice Piráti a Starostové ve Zlínském kraji. V roce 2024 vystoupil z Pirátské strany a už se politicky neangažuje.